# Comité Coreano de Tecnología Espacial

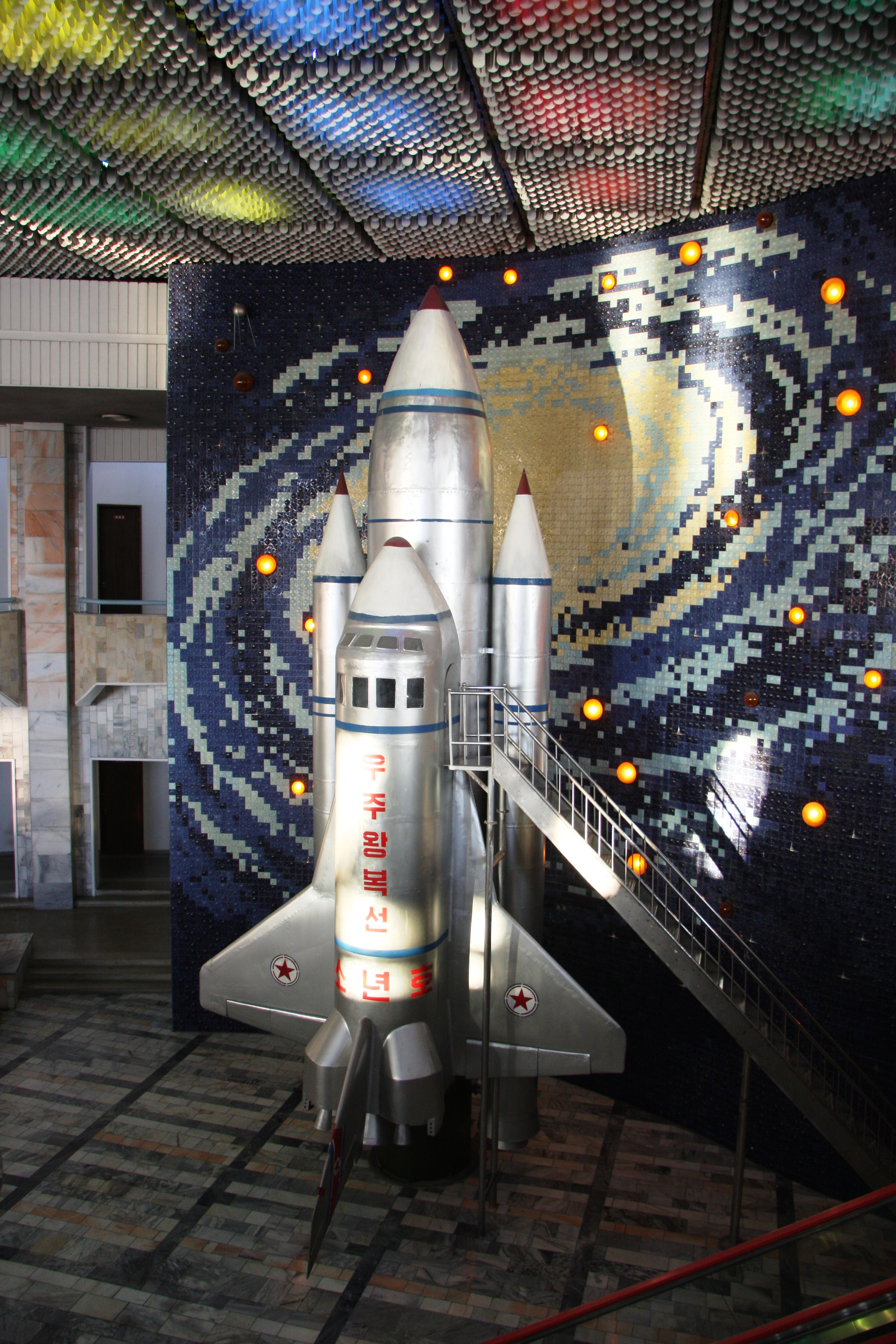
Maqueta de una nave espacial norcoreana.

El Comité Coreano de Tecnología Espacial (en chosŏn'gŭl, 조선우주공간기술위원회; en hancha, 朝鮮宇宙空間技術委員會) o KCST (siglas del inglés Korean Committee of Space Technology) es una agencia espacial dirigida por el gobierno de la República Popular Democrática de Corea. Existe muy poca información sobre ella. Se sabe que se fundó en los años 80 y aparentemente está relacionada con las Tropas Estratégicas de Cohetes del Ejército Popular de Corea.

## Funciones y proyectos
Esta agencia es responsable de todas las operaciones referentes a la exploración espacial y la construcción de satélites. El 12 de marzo de 2009 la RPDC firmó el Tratado del espacio exterior y la Convención de Registro (consistente en registrar los objetos que se lanzan al espacio exterior). Esto ocurrió tras declarar que se estaban realizando los preparativos para el lanzamiento de un nuevo satélite, el Kwangmyongsong-2. El KCST tiene varios puntos de lanzamiento de cohetes: Musudan-ri y el Centro de lanzamiento espacial Tongch'ang-dong. Igualmente las lanzaderas Baekdusan-1 y Unha (Baekdusan-2) cuya existencia es discutida. Por otro lado también opera los satélites Kwangmyŏngsŏng. La RPDC anunció dos veces el lanzamiento de satélites, el Kwangmyŏngsŏng-1 el 31 de agosto de 1998 y el Kwangmyŏngsŏng-2 el 5 de abril de 2009. Pese a ello, estos lanzamientos no han sido confirmados en ningún otro lugar del mundo y tanto los Estados Unidos como Corea del Sur consideran que fueron pruebas de misiles balísticos. En abril de 2012 lanzó el Kwangmyŏngsŏng-3 y en febrero de 2016 el Kwangmyŏngsŏng-4.
En 2009 anunció proyectos espaciales más ambiciosos que incluían viajes espaciales tripulados y el desarrollo de un vehículo espacial reutilizable para trasportar humanos.